# پردازنده بی‌ال ۲۳۴۵
پردازنده بی‌ال ۲۳۴۵ یکی از اعضای خانوادهٔ پردازنده Alto پردازنده BL2345 است. 

## نقاط برجسته محصول
1. تنها تراشه ای که برای دروازه‌های محلی بر اساس استاندارد GPON
2. یک پردازنده شبکه ای انعطاف‌پذیر با کارایی بالا
3. توان عملیات بالایی برای موتورهای پردازش مورد استفاده در شبکه‌های باسیم
4. دارای موتورهای ویژه امنیتی که برای شبکه‌های مجازی خصوصی و تونل‌ها و پروتکل IPSEC و تشخیص هویت
5. هزینهٔ کم در مورد کلاک ساعت تا ۴۴/۱۹ مگاهرتز
6. هزینه کم در طراحی و ساخت سیستم‌های شبکه ای
7. کاهش هزینه از نظر حافظه ای با استفاده از حافظه DDR2
8. سازگار با نرم‌افزارهای PONMakerPro و GateMakerPro
9. استفاده از پلتفرم مستقل و کامل RTOS
10. قابل برنامه‌ریزی با زبان ANSI C

## مروری بر محصول
یکی از اعضای خانوادهٔ پردازنده Alto پردازنده BL2345 است. این پردازنده با توان مصرفی کم برای اجرای استاندارGPON بسیار کارایی بالایی دارد؛ و در دروازه‌های شبکه‌های باسیم بیشترین استفاده را دارد. این پردازنده برای خطوط پر سرعت طراحی شده‌است. در حد خطوطی که ترافیک گیگابایتی عبور می‌دهند. در ضمن برای سخت‌افزارهای پرسرعت و برای کیفیت خدمات بهتر و اجرای پروتکل‌های امنیتی بسیار مناسب است. این پردازنده از یک مرکز محاسباتی دو هسته ای بهره می‌برد. این پردازنده انعطاف‌پذیری بالایی در اجرای برنامه‌های کاربردی در سطح شبکه است. برای اجرای خدمات پرسرعت و پرشتاب بهینه شده‌است، و با پهنای باند بالا و تا گذردهی ۱ گیگ در ثانیه پشتیبانی می‌کند با یک سیستم صنعتی استاندارد تولید شده‌است. کارایی بالایی در کنار سیستمهایی که با MIPS32 کارمی‌کنند. شرکت BroadLight برای آنکه دست برنامه‌نویس‌ها باز بگذارد تا برای استاندار GPON به راحتی کار کنند، این پردازنده را با نرم‌افزارهای PONMakerPro و GateMakerPro سازگار کرده‌است، تا به راحتی بتوان از این طریق نیازها را برطرف کرد. بدین صورت، می‌تواند محصولات به صورت سریع و با حداقل خطرپذیری تولید کرد.
با جدا کردن پلان‌های داده و کنترل، معماری SOC عملکرد خروجی را در طول نگهداری هاست‌ها و وظایف محیطی بیشینه می‌کند. این معماری، گذرهای داده را به شبکه رانر برای افزودن قابلیت گارانتی کردن، سود پذیری و طول زندگی محصول بیشتر، اضافه می‌کند

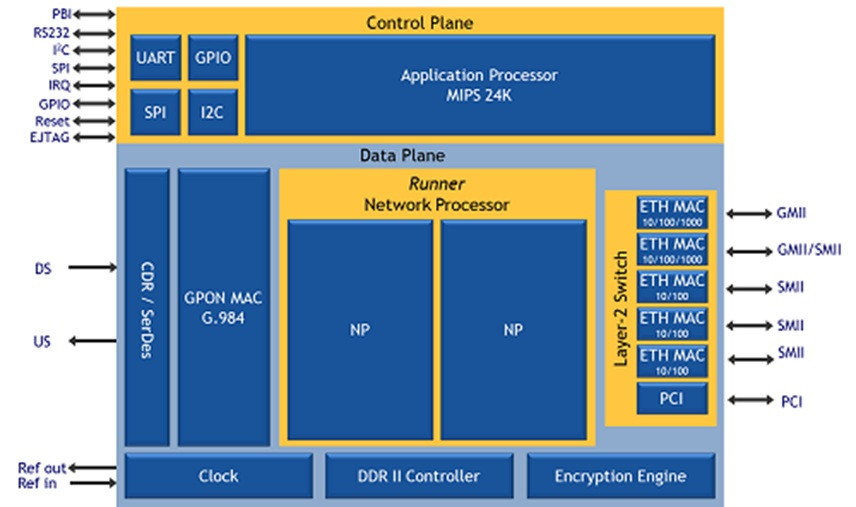
BL2345-Block Diagram

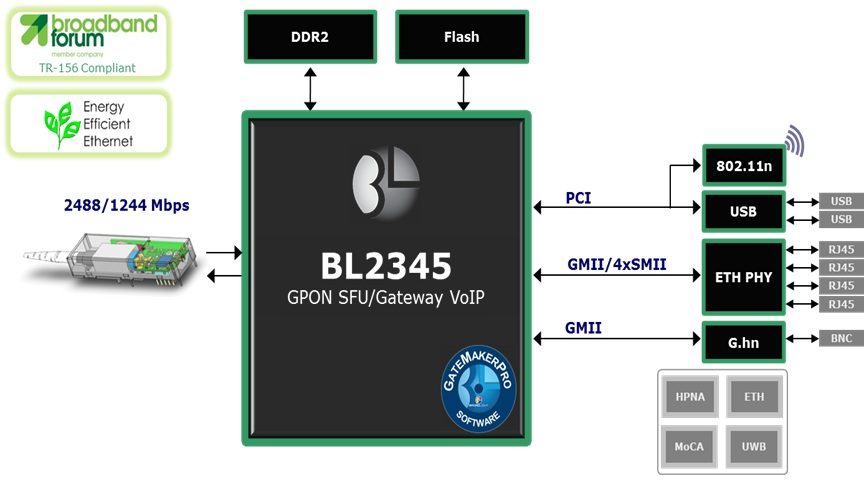
نمودار کاربردی BL2345

## مشخصات پردازنده BL2345
پردازنده شبکه ای دو هسته ای:
1. کارایی بهینه شده برای خدمات شبکه ای CPE
2. فیلترینگ منعطف، دسته‌بندی بسته‌ها
3. مدیریت ترافیک شبکه ای پیشرفته و کیفیت خدمت
4. سرعت بخشیدن به دیوارهای آتش و پروتکل‌های TCP/IP/UDP
5. پیاده‌سازی و منعطف برای اجرای پروتکل IPv4 و IPv6
6. اجرا کننده پروتکل‌های IPSec, SSL, DES, 3DES, AES, SHA1, MD5
7. سرعت پردازش بسته‌های لایه ۲ تا Gbps2
8. سرعت پردازش بسته‌های لایه ۳ و ۴ تا Gbps1
9. ایجاد جلسات ۱۶ کیلو بایتی با NAT/FW
10. بدون تضعیف عملکرد طی جلسات متعدد
11. از پردازنده ای از نوع MIPS استفاده می‌کند. هسته آن از نوع RICS همراه با MMU است.
12. ۴ خط ارتباطی دارد. دارای دو حافظه نهان است. حافظه دستورالعمل‌ها و حافظه داده‌ها به حجم ۱۶ کیلو بایت
13. ۵ تا خط ورودی و خروجی Ethernet MACs که قابل پیکربندی است
14. PCM با سرعت بسیار بالا
15. گذرگاهی با پهنای bit16 و سرعت کلاک تا MHz 66
16. مدیریت انرژی بهینه
17. توان مصرفی ۰٫۹ وات
18. اندازه فیزیکی آن۱۹* ۱۹ میلی‌متر
19. قابل استفاده در دمای -۴۰ تا ۸۵ درجه سانتی گراد